# Fokker T.IX
Le Fokker T.IX était un bombardier bimoteur produit par la firme Fokker pour l'armée de l'air royale des Indes néerlandaises dans le but de remplacer les bombardiers Martin B-10.

## Développement
Le projet du T.IX commença en 1938 lorsque la compagnie chercha à produire son premier bombardier tout en métal. C'est un avion monoplan à aile moyenne, possédant un train d’atterrissage fin et rétractable, propulsé par deux moteurs à pistons radiaux Bristol Hercules de 1 375 hp (1 394 ch, 1 025 kW). Le premier projet vola le 11 septembre 1939, mais en avril 1940, pendant d'autres tests, il fut endommagé en entrant dans une porte de hangar. L'invasion allemande empêcha sa réparation et mis fin au projet.

## Caractéristiques

### Caractéristique générale
- Longueur: 16,50 m
- Envergure: 24,70 m
- Hauteur: 5,10 m
- Poids à vide: 6 500 kg
- Poids max pour décollage: 11 200 kg
- Propulsion: 2 × Bristol Hercules 14 cylindres, moteur à piston radiaux, 1 375 hp chacun (1 394 ch, 1 025 kW).

### Performance
- Vitesse maximum: 440 km/h
- Autonomie: 2 720 km
- Plafond: 8 000 m

### Armement
- Canon: 1 canon de 20 mm dans le nez, 2 × 12,7 mm en positions ventrale et dorsale.
- Bombes: jusqu'à 2 000 kg